# Route nationale 817
Die Route nationale 817, kurz N 817 oder RN 817, war eine französische Nationalstraße, die von 1933 bis 1973 in zwei Teilen zwischen Beaugency und Baugé verlief. Ihre Gesamtlänge betrug 151 Kilometer.